# József Ficza
József Ficza, uváděn též jako Josef Ficza (4. března 1853 Nové Zámky – 22. listopadu 1930 Nové Zámky), byl československý politik maďarské národnosti a meziválečný senátor za Zemskou stranu zemědělců a malorolníků.

## Biografie
Profesí byl malorolníkem v Nových Zámcích. Pracoval na rodinném hospodářství. Před rokem 1918 byl členem a funkcionářem Uherské rolnické strany.
Po parlamentních volbách v roce 1920 získal senátorské křeslo v Národním shromáždění. Mandát nabyl až dodatečně roku 1922 jako náhradník poté, co zemřel senátor István Hangos. Byl zvolen za Zemskou stranu zemědělců a malorolníků, která v roce 1922 získala název Maďarská zemská strana zemědělců, malorolníků a živnostníků a roku 1925 se její název ustálil jako Maďarská národní strana. Do voleb v roce 1920 šla v alianci se Zemskou křesťansko-socialistickou stranou pod názvem Maďarsko-německá křesťansko-sociální strana.